# Steve Howey (Fußballspieler)
Stephen "Steve" Norman Howey  (* 26. Oktober 1971 in Sunderland) ist ein ehemaliger englischer Fußballspieler. Zwischen 1994 und 1996 bestritt er vier Länderspiele für England und stand im englischen Kader der Fußball-Europameisterschaft 1996 im eigenen Land.

## Karriere

### Newcastle United (1989–2000)
Steve Howey debütierte am 13. Mai 1989 im Alter von 17 Jahren für Newcastle United in der Football League First Division 1988/89. Seine Mannschaft stieg kurz darauf als Tabellenletzter in die zweite Liga ab. Nachdem er in der folgenden Saison ohne Ligaeinsatz geblieben war, wurde Howey von Trainer Jim Smith 1990/91 in elf Ligaspielen eingesetzt. Einen Stammplatz erspielte sich der Abwehrspieler (41 Spiele/2 Tore) in der Saison 1992/93, als Newcastle nach vier Jahren Zweitklassigkeit mit dem Gewinn der Zweitligameisterschaft in die erste Liga zurückkehrte. In der von Kevin Keegan betreuten Aufstiegsmannschaft bestritt er in der Premier League 1993/94 lediglich vierzehn Spiele und beendete die Spielzeit auf dem dritten Tabellenplatz. Im UEFA-Pokal 1994/95 scheiterte die Mannschaft aus dem Nordosten Englands bereits in der zweiten Runde an Athletic Bilbao. Eine weitere Steigerung in der Liga gelang dem Team um David Ginola, Rob Lee, Les Ferdinand und Steve Howey (28 Spiele/1 Tor) in der Premier League 1995/96 mit dem Gewinn der Vizemeisterschaft hinter Manchester United. Auch im Europapokal konnte der Verein seine Leistungen steigern und zog ins Viertelfinale des UEFA-Pokal 1996/97 ein, ehe das Aus gegen den AS Monaco erfolgte. Zudem bestätigte United die gute Vorjahresleistung mit dem erneuten Gewinn der Vizemeisterschaft in der Premier League 1996/97. Die Mannschaft um den vor der Saison aus Blackburn gekommenen Torschützenkönig Alan Shearer (25 Ligatreffer) zog damit in die Qualifikation zur UEFA Champions League 1997/98 ein und setzte sich dort knapp gegen Croatia Zagreb durch. In der Gruppenphase scheiterte Newcastle nach einem 3:2-Auftaktsieg gegen den FC Barcelona jedoch als Tabellendritter und verpasste den Einzug ins Viertelfinale. Eine deutlich schlechtere Leistung in der Premier League wurde durch den Einzug ins Finale des FA Cup 1997/98 kompensiert. Die Finalpartie verlor der 90 Minuten durchspielende Steve Howey mit seiner Mannschaft 0:2 gegen den FC Arsenal. Ein Jahr später zog Newcastle erneut ins FA Cup Finale ein und verlor ohne den nicht eingesetzten Howey mit 0:2 gegen Manchester United.

### Manchester City (2000–2003)
Nachdem Steve Howey in Newcastle immer weniger zum Einsatz gekommen war, wechselte er am 11. August 2000 für £2.000.000 zum Premier-League-Aufsteiger Manchester City. Auch seine sechs Treffer in sechsunddreißig Ligaspielen konnten nicht verhindern, dass City nach nur einem Jahr in der Premier League 2000/01 wieder in die zweite Liga abstieg. Dort gewann Manchester 2001/02 überlegen die Meisterschaft und kehrte damit in die Premier League 2002/03 zurück. Howey bestritt in seiner zweiten Erstligasaison mit City vierundzwanzig Ligaspiele (zwei Tore) und erreichte mit dem Aufsteiger als Neunter den Klassenerhalt.
Am 6. Juni 2003 wechselte der 31-jährige für £200.000 zu Leicester City um bereits am 29. Januar 2004 bei den Bolton Wanderers zu unterschreiben. Mit seiner neuen Mannschaft beendete er die Premier League 2003/04 auf dem achten Platz, kam jedoch nur in drei Ligaspielen zum Einsatz. Nach weiteren kurzfristigen Engagements beim MLS-Verein New England Revolution und Hartlepool United beendete Steve Howey im Sommer 2005 seine Karriere.

### Englische Nationalmannschaft (1994–1996)
Steve Howey debütierte am 16. November 1994 bei einem 1:0-Heimsieg im Freundschaftsspiel gegen Nigeria in der englischen Nationalmannschaft. Nach drei weiteren Einsätzen in Freundschaftsspielen wurde der 24-Jährige vom Nationaltrainer Terry Venables in den englischen EM-Kader berufen. Der ohne Einsatz gebliebene Abwehrspieler scheiterte mit England beim Heimturnier erst im Halbfinale an Deutschland.

## Titel und Erfolge
- FA-Cup-Finalist: 1998 (0:2 gegen den FC Arsenal)
- Englischer Vizemeister: 1996
- Englischer Vizemeister: 1997